# 1905 no cinema

## Nascimentos
| Data            | Nome            | Profissão         | Nacionalidade             | Observações | Ref |
| --------------- | --------------- | ----------------- | ------------------------- | ----------- | --- |
| 3 de janeiro    | Ray Milland     | ator              | Reino Unido               | m. 1983     |     |
| 14 de fevereiro | Thelma Ritter   | atriz             | Estados Unidos            | m. 1969     |     |
| 5 de março      | László Benedek  | realizador        | Hungria / Estados Unidos  | m. 1992     |     |
| 12 de março     | Takashi Shimura | ator              | Japão                     | m. 1982     |     |
| 23 de março     | Joan Crawford   | atriz             | Estados Unidos            | m. 1977     |     |
| 11 de abril     | Adelina Campos  | atriz             | Portugal                  | m. 2008     |     |
| 26 de abril     | Jean Vigo       | realizador        | França                    | m. 1934     |     |
| 1 de maio       | Henry Koster    | realizador        | Alemanha / Estados Unidos | m. 1988     |     |
| 15 de maio      | Joseph Cotten   | ator              | Estados Unidos            | m. 1994     |     |
| 16 de maio      | Henry Fonda     | ator              | Estados Unidos            | m. 1982     |     |
| 23 de junho     | Dercy Gonçalves | atriz e humorista | Brasil                    | m. 2008     |     |
| 2 de agosto     | Myrna Loy       | atriz             | Estados Unidos            | m. 1993     |     |
| 18 de setembro  | Greta Garbo     | atriz             | Suécia                    | m. 1990     |     |
| 11 de dezembro  | Gilbert Roland  | ator              | México                    | m. 1994     |     |

## Mortes
| Data | Nome | Profissão | Nacionalidade | Observações | Ref |
| ---- | ---- | --------- | ------------- | ----------- | --- |